# Henry Way Kendall
Henry Way Kendall (n. 9 decembrie 1926, Boston, Massachusetts, SUA – d. 15 februarie 1999, Florida, SUA) a fost un fizician american, laureat al Premiului Nobel pentru Fizică în 1990, împreună cu Jerome Friedman și Richard Taylor, pentru cercetările de pionierat privind împrăștierea inelastică în profunzime a electronilor pe protoni și neutroni legați, cercetări esențiale pentru dezvoltarea modelului quarkurilor din fizica particulelor.